# ثانوية موسى بن ميمون
مدرسة موسى بن ميمون الثانوية (بالفرنسية: Le Lycée Maïmonide ) هي مدرسة إعدادية-ثانوية في مدينة الدار البيضاء المغربية. هي مدرسة تعمل بمشاركة مع الوكالة للتعليم الفرنسي في الخارج وليست من المدارس التي تديرها الوكالة مباشرة. تقع في شارع زراوي مقابل مدرسة ليوطي الثانوية. مدرسة موسى بن ميمون هي أكبر مدرسة يهودية في المغرب وفي إفريقيا، حسب مسافتها وعدد طلبتها اليهود وتتبعها بقليل المدرسة العبرية العادية. المدرسة تضم كل المراحل من السادسة إلى النهائية، وكل فصل فيه تقريبا 21 تلميذا. ينتشر خريجو هذه المدرسة حول العالم، ولاسيما في كندا وفرنسا والولايات المتحدة وإسرائيل. هي مدرسة يتعايش فيها الطلاب اليهود والمسلمون.
المدير الحالي (منذ 2000) هو شيمون كوهن، الذي جاء من فرنسا.
المدرسة تتخذ اسمها من العالم الأندلسي اليهودي موسى بن ميمون الذي يعتبر من أهم الشخصيات اليهودية في كل الأزمان.

## خريجون
- جاد المالح: فكاهي وممثل ومخرج

## روابط خارجية
- قالب:Site officiel